# Jarosław Baran (pilot rajdowy)
Jarosław Baran (ur. 24 grudnia 1967) – polski pilot rajdowy.
Pochodzi z krakowskiej rodziny o rajdowych tradycjach. Starty w rajdach samochodowych rozpoczynał w roku 1992 jako pilot Piotra Kufreja. Zdobywał mistrzostwo Polski z Januszem Kuligiem i Kajetanem Kajetanowiczem. Startował również m.in. z Waldemarem Doskoczem, Sebastianem Fryczem, Michałem Kościuszką i Leszkiem Kuzajem. W roku 2002 wraz z Januszem Kuligiem wywalczył drugie miejsce w Rajdowych Mistrzostwach Europy. W latach 2009–2017 tworzył duet z Kajetanem Kajetanowiczem, zostając w tym czasie czterokrotnym Mistrzem Polski i trzykrotnym Mistrzem Europy w rajdach samochodowych.
Jego brat Maciej także jest pilotem rajdowym. Swoją wiedzą zdobytą w ponad dwudziestoletniej praktyce pilota rajdowego dzieli się w ramach autorskiego projektu Szkoły dla Pilotów i z tego powodu często nazywany jest „profesorem”.